# Nikita Gusiew
Nikita Andriejewicz Gusiew, ros. Никита Андреевич Гусев (ur. 8 lipca 1992 w Moskwie) – rosyjski hokeista, reprezentant Rosji, dwukrotny olimpijczyk.

## Kariera
- Krasnaja Armija Moskwa (2009-2012)
- CSKA Moskwa (2010-2012)
- THK Twer (2012)
- Amur Chabarowsk (2012-2013)
- Jugra Chanty-Mansyjsk (2013-2015)
- SKA Sankt Petersburg (2015-2019)
- Vegas Golden Knights (2019)
- New Jersey Devils (2019-2021)
- Florida Panthers (2021)
- Toronto Maple Leafs (2021)
- SKA Sankt Petersburg (2021-2023)

Początkowo uprawiał łyżwiarstwo figurowe, następnie wybrał hokej na lodzie. Wychowanek Biełyje Miedwiedi Moskwa. W 2009 został zawodnikiem CSKA Moskwa. W jego strukturach przez trzy sezony od 2009 do 2012 grał w zespole Krasnaja Armija Moskwa w juniorskich rozgrywkach MHL będąc jednym najskuteczniejszych zawodników. Od 2010 występował sporadycznie w zespole seniorskim CSKA w lidze KHL. W drafcie NHL z 2012 został wybrany przez Tampa Bay Lightning. W listopadzie 2012 został przekazany do Amuru Chabarowsk, a we wrześniu 2013 przetransferowany do Jugry, gdzie w styczniu 2014 przedłużył kontrakt. W październiku 2015 został zawodnikiem SKA. W grudniu 2015 przedłużył kontrakt z tym klubem o dwa lata. W czerwcu 2017 prawa zawodnicze w ramach NHL nabył od Tampy klub-beniaminek w tym rozgrywkach, Vegas Golden Knights. W lipcu 2017 Gusiew przedłużył o dwa lata kontrakt ze SKA. W drużynie SKA występował z numerem 97. Po wyeliminowaniu SKA z play-off sezonu KHL (2018/2019) w kwietniu 2019 kontrakt Gusiewa został rozwiązany, po czym zawodnik podpisał roczny kontrakt wstępujący z klubem Vegas Golden Knights na występy NHL, uzyskując prawo gry w fazie play-off edycji NHL 2018/2019 (w zespole otrzymał numer 17; jednocześnie SKA zachował prawa do zawodnika na występy w KHL). W lipcu 2019 przeszedł do New Jersey Devils, podpisując dwuletni kontrakt. W kwietniu 2021 przeszedł do Florida Panthers. We wrześniu 2021 przeszedł do kanadyjskiego Toronto Maple Leafs. Na początku października 2021 został zwolniony nie rozgrywając tam meczu ligowego. W tym samym miesiącu ogłoszono jego powrót do SKA. W kwietniu jego kontrakt z tym klubem został rozwiązany za obopólną zgodą.
W barwach juniorskiej reprezentacji Rosji uczestniczył w turnieju mistrzostw świata do lat 20 w 2012 (Elita). W 2015 został kadrowiczem seniorskiej reprezentacji Rosji. Uczestniczył w turniejach mistrzostw świata 2017, 2018, 2019. W ramach ekipy olimpijskich sportowców z Rosji brał udział w turnieju zimowych igrzysk olimpijskich 2018. W barwach reprezentacji Rosyjskiego Komitetu Olimpijskiego uczestniczył w turnieju zimowych igrzysk olimpijskich 2022.

## Sukcesy

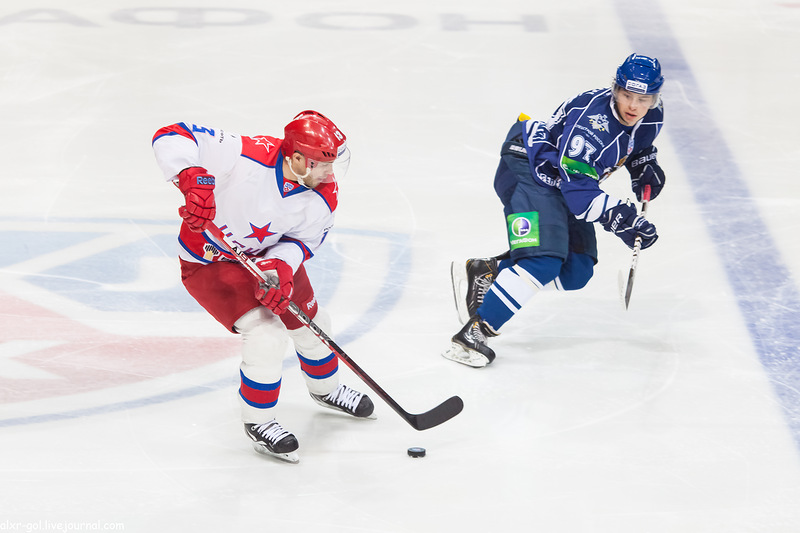
Nikita Gusiew (z prawej) w barwach Amuru (2012). Obok Pawieł Daciuk (CSKA Moskwa)

Reprezentacyjne
- Srebrny medal mistrzostw świata juniorów do lat 20: 2012
- Brązowy medal mistrzostw świata: 2017, 2019
- Złoty medal zimowych igrzysk olimpijskich: 2018
- Srebrny medal zimowych igrzysk olimpijskich: 2022

Klubowe
- Złoty medal MHL: 2011 z Krasnaja Armija Moskwa
- Puchar Charłamowa – mistrzostwo MHL: 2011 z Krasnaja Armija Moskwa
- Srebrny medal MHL: 2012 z Krasnaja Armija Moskwa
- Finał Pucharu Nadziei: 2013 z Amurem Chabarowsk
- Puchar Gagarina – mistrzostwo KHL: 2017 ze SKA
- Złoty medal mistrzostw Rosji: 2017 ze SKA

Indywidualne
- MHL (2009/2010):
  - Mecz Gwiazd MHL
  - Szóste miejsce w klasyfikacji asystentów w sezonie zasadniczym: 40 asyst[19]
- MHL (2010/2011):
  - Mecz Gwiazd MHL
  - Piąte miejsce w klasyfikacji asystentów w sezonie zasadniczym: 37 asyst[20]
  - Dziewiąte miejsce w klasyfikacji kanadyjskiej w sezonie zasadniczym: 59 punktów[21]
  - Siódme miejsce w klasyfikacji +/− w sezonie zasadniczym: +35[22]
  - Pierwsze miejsce w klasyfikacji strzelców w fazie play-off: 17 goli[23]
    - Pierwsze miejsce w klasyfikacji strzelców zwycięskich goli meczowych w fazie play-off: 6 goli[24]

  - Piąte miejsce w klasyfikacji asystentów w fazie play-off: 10 asyst[25]
  - Pierwsze miejsce w klasyfikacji kanadyjskiej w fazie play-off: 27 punktów[26]
  - Pierwsze miejsce w klasyfikacji +/− w fazie play-off: +15[27]
  - Nagroda imienia Witalija Dawydowa dla najwartościowszego zawodnika w fazie play-off[28]
- MHL (2011/2012):
  - Mecz Gwiazd MHL
  - Piąte miejsce w klasyfikacji strzelców w sezonie zasadniczym: 30 goli[29]
    - Drugie miejsce w klasyfikacji strzelców zwycięskich goli meczowych w sezonie zasadniczym: 7 goli[30]

  - Drugie miejsce w klasyfikacji asystentów w sezonie zasadniczym: 46 asyst[31]
  - Drugie miejsce w klasyfikacji kanadyjskiej w sezonie zasadniczym: 76 punktów[32]
  - Siódme miejsce w klasyfikacji +/− w sezonie zasadniczym: +35[22]
  - Pierwsze miejsce w klasyfikacji strzelców w fazie play-off: 16 goli[33]
    - Pierwsze miejsce w klasyfikacji strzelców zwycięskich goli meczowych w fazie play-off: 3 gole[34]

  - Pierwsze miejsce w klasyfikacji asystentów w fazie play-off: 17 asyst[35]
  - Pierwsze miejsce w klasyfikacji kanadyjskiej w fazie play-off: 33 punkty[36]
  - Nagroda imienia Witalija Dawydowa dla najwartościowszego zawodnika w fazie play-off[37]
- KHL (2014/2015):
  - Mecz Gwiazd KHL[38]
- KHL (2015/2016):
  - Drugie miejsce w klasyfikacji strzelców zwycięskich goli w fazie play-off: 3 gole
- KHL (2016/2017):
  - Trzecie miejsce w klasyfikacji asystentów w sezonie zasadniczym: 47 asyst
  - Czwarte miejsce w klasyfikacji kanadyjskiej w sezonie zasadniczym: 71 punktów
  - Piąte miejsce w klasyfikacji +/− w sezonie zasadniczym: +33
  - Piąte miejsce w klasyfikacji strzelców zwycięskim goli meczowych w fazie play-off: 2 gole
  - Trzecie miejsce w klasyfikacji asystentów w fazie play-off: 16 asyst
  - Trzecie miejsce w klasyfikacji kanadyjskiej w fazie play-off: 23 punkty
  - Nagroda Najlepsza Trójka dla tercetu najskuteczniejszych strzelców ligi (oraz Jewgienij Dadonow i Wadim Szypaczow)[39][40]
- Mistrzostwa Świata w Hokeju na Lodzie 2017/Elita:
  - Pierwsze miejsce w klasyfikacji strzelców turnieju: 7 goli (ex aequo)[41]
  - Czwarte miejsce w klasyfikacji kanadyjskiej turnieju: 14 punktów[42]
- Hokej na lodzie na Zimowych Igrzyskach Olimpijskich 2018 – turniej mężczyzn:
  - Czwarte miejsce w klasyfikacji strzelców turnieju: 4 gole[43]
  - Pierwsze miejsce w klasyfikacji asystentów turnieju: 8 asyst[44]
  - Pierwsze miejsce w klasyfikacji kanadyjskiej turnieju: 12 punktów[45]
  - Trzecie miejsce w klasyfikacji +/− turnieju: +7[46]
  - Najlepszy napastnik turnieju[47][48]
- KHL (2017/2018):
  - Czwarte miejsce w klasyfikacji strzelców w sezonie zasadniczym: 22 gole
  - Pierwsze miejsce w klasyfikacji asystentów w sezonie zasadniczym: 40 asyst
  - Drugie miejsce w punktacji kanadyjskiej w sezonie zasadniczym: 62 punkty
  - Piąte miejsce w klasyfikacji +/− w sezonie zasadniczym: +26
  - Drugie miejsce w klasyfikacji strzelców zwycięskich goli meczowych w fazie play-off: 3 gole
  - Złoty Kij – Najbardziej Wartościowy Gracz (MVP) sezonu regularnego[49][50]
  - Złoty Kask (przyznawany sześciu zawodnikom wybranym do składu gwiazd sezonu)
  - Nagroda Dżentelmen na Lodzie dla napastnika (honorująca graczy, którzy łączą sportową doskonałość z nieskazitelnym zachowaniem)
- KHL (2018/2019):
  - Najlepszy napastnik miesiąca – styczeń 2019[51], marzec 2019[52]
  - Pierwsze miejsce w klasyfikacji asystentów w sezonie zasadniczym: 65 asyst
  - Pierwsze miejsce w punktacji kanadyjskiej w sezonie zasadniczym: 82 punkty
  - Drugie miejsce w klasyfikacji +/− w sezonie zasadniczym: +39
  - Najlepszy napastnik etapu – półfinały konferencji[53]
  - Piąte miejsce w klasyfikacji strzelców w fazie play-off: 9 goli
    - Czwarte miejsce w klasyfikacji strzelców zwycięskich goli meczowych w fazie play-off: 3 goli

  - Czwarte miejsce w klasyfikacji kanadyjskiej w fazie play-off: 19 punktów
- Mistrzostwa Świata w Hokeju na Lodzie 2019/Elita:
  - Drugie miejsce w klasyfikacji asystentów turnieju: 12 asyst (ex aequo)[54]
  - Trzecie miejsce w klasyfikacji kanadyjskiej turnieju: 16 punktów (ex aequo)[55]
  - Drugie miejsce w klasyfikacji +/− turnieju: +12[56]
- Hokej na lodzie na Zimowych Igrzyskach Olimpijskich 2022 – turniej mężczyzn:
  - Pierwsze miejsce w klasyfikacji asystentów turnieju: 6 asyst[57]
- KHL (2021/2022):
  - Pierwsze miejsce w klasyfikacji strzelców zwycięskich goli meczowych w fazie play-off: 4 gole
  - Piąte miejsce w klasyfikacji kanadyjskiej w fazie play-off: 16 punktów
- KHL (2022/2023):
  - Najlepszy napastnik miesiąca – listopad 2022[58]
- KHL (2023/2024):
  - Pierwsze miejsce w klasyfikacji asystentów w sezonie zasadniczym: 66 asyst
  - Pierwsze miejsce w punktacji kanadyjskiej w sezonie zasadniczym: 89 punktów
  - Piąte miejsce w klasyfikacji strzelców zwycięskich goli meczowych w sezonie zasadniczym: 7 goli
  - Złoty Kij – Najbardziej Wartościowy Gracz (MVP) sezonu regularnego
  - Złoty Kask (przyznawany sześciu zawodnikom wybranym do składu gwiazd sezonu)
- KHL (2024/2025):
  - Drugie miejsce w klasyfikacji strzelców w sezonie zasadniczym: 69 punktów

Wyróżnienie
- Zasłużony Mistrz Sportu Rosji w hokeju na lodzie (2018)[59]

Odznaczenie
- Order Przyjaźni (27 lutego 2018)[60]